# DVB-H
DVB-H, Digital Video Broadcasting - Handheld (Handhållen), mobil tv som är gratis. Finns idag i 17 europeiska länder. Planer fanns länge på utbyggnad inom Sverige men skrotades till förmån för HDTV i marknätet. Telefoner som Nokia N92 och N96 har mottagare för digital-tv eller DVB-H. Det fungerar oberoende av operatör och är gratis. Testkörningar gjordes hösten 2006 i vissa delar i Sverige.